# Velőrózsák
A Velőrózsák a Kispál és a Borz nyolcadik stúdióalbuma, amely 2000-ben jelent meg.

## Megjelenése
2000. augusztus 4-én – egy nappal a zenekar Sziget Fesztiválon való fellépése előtt – mintegy ízelítőként jelent meg a Hang és fény című maxi CD, amely három dalt tartalmaz: Még egyszer, Mialatt az ég, Hang és fény. A dalok újrakevert változatban helyet kaptak a nagylemezen is. A Velőrózsák eredetileg 2000. szeptember 11-én került volna forgalomba, végül egy héttel később, szeptember 18-án jelent meg.

## Fogadtatása
A Somogyi Hírlap újságírója szerint az album „a szokásos fanyar Kispál és a Borz-stílus, helyenként pedig mesterfokon disszonáns Lovasi András énekétől. Több a nyugis szám, és szaporodtak az első hallásra kicsit nehezen befogadható, de velős szövegek.” Az Est magazin kritikusa, Déri Zsolt 9 pontra értékelte a lemezt a lehetséges tízből, és azt írta, hogy az album „dalain a korábbiaknál hangsúlyosabb, szellemes effektezés érezhető, Dióssy D. Ákos billentyűs megnövekedett hozzájárulása, meg az, hogy milyen jól szól az egész.” Déri szerint a lemez „roppant impozáns”, amely „ha nem is tartalmaz az előző lemezekről megszokott nyilvánvaló slágereket, igazi művészi győzelemnek tekinthető, Lovasi András pedig továbbra is fejhosszakkal vezet a magyar szövegírók mezőnyében.”
Lendvai Dávid az Új Dunántúli Naplóbeli írásában így fogalmaz: „kellően eklektikus az album, egyik dal másmilyenebb, mint a másik, ami annak tudható be, hogy a Velőrózsák egy vállaltan összelopott lemez, vagy hogy szebben fejezzük ki magunkat, egy igényes retro-album.” Lendvai így zárja kritikáját: „megkockáztatom, a Velőrózsák az eddigi legegységesebb, legérettebb és legizgalmasabb Kispál-album, vagy hogy egyszerűbben fogalmazzak: a legjobb.”
A Velőrózsák 2000. szeptember 18-án első helyen debütált a Mahasz Top 40 albumlistáján. A lemez 2001-ben elnyerte az Arany Zsiráf díjat az év hazai rockalbumának kategóriájában.

## Számok
1. Az autóm és én
2. Kapcsolj le mindent
3. Ha ez a vég
4. Vér és bél
5. Az autóm és én I.
6. Hullám tanulmány
7. Mialatt az ég
8. Kicsit hadd
9. Nincs nagy baj
10. Még egyszer
11. Fogás volt temérdek
12. Az emberek megértik
13. Hang és fény
14. Az autóm és én II.

## Közreműködők
- Lovasi András – ének, basszusgitár
- Kispál András – szólógitár
- Tóth „Csülök” Zoltán – dob
- Dióssy D. Ákos – billentyűs hangszerek, vokál